# Liste portugiesischsprachiger Schriftsteller
Die Liste portugiesischsprachiger Schriftsteller verzeichnet Schriftsteller der portugiesischen Sprache aus der Gemeinschaft der Portugiesischsprachigen Länder. Dies sind die anteilmäßig zahlreichen Autoren der Länder Portugal und Brasilien sowie aus den kleineren Nationalliteraturen der Länder Angola, Kap Verde, Guinea-Bissau, Mosambik, Osttimor und São Tomé und Príncipe. Zeitlich umfasst sie auch Schriftsteller des ehemaligen portugiesischen Kolonialreiches.
Sie ist eine nicht auf Vollständigkeit sämtlicher Autoren angelegte Liste, sondern erschließt als Positivliste die in der deutschsprachigen Wikipedia vorhandenen Autorenartikel.

## A
- Casimiro de Abreu (1839–1860)
- Breno Accioly (1921–1966)
- Adonias Filho (1915–1990)
- José Eduardo Agualusa (* 1960)
- João Aguiar (1943–2010)
- Bernardo Ajzenberg (* 1959)
- Medeiros de Albuquerque (1867–1934)
- Manuel Alegre (* 1936)
- José de Alencar (1829–1877)
- José Sobral de Almada Negreiros (1893–1970)
- Guiherme de Almeida (1890–1969)
- José Américo de Almeida (1887–1980)
- Pedro Ramos de Almeida (1932–2012)
- Jorge Amado (1912–2001)
- Narcisa Amália (1856–1924)
- Carlos Drummond de Andrade (1902–1987)
- Mário de Andrade (1893–1945)
- Oswald de Andrade (1890–1954)
- Augusto dos Anjos (1884–1914)
- António Lobo Antunes (* 1942)
- Maria José Aranha de Rezende (1911–1999)
- João de Araújo Correia (1899–1985)
- Matilde Rosa Araújo (1921–2010)
- Afonso Arinos de Melo Franco (1868–1916)
- Joaquim Maria Machado de Assis (1839–1908)
- Norberto Ávila (1936–2022)
- Aluísio Azevedo (1857–1913)
- Álvares de Azevedo (1831–1852)

## B
- Manuel Bandeira (1886–1968)
- Armando Baptista-Bastos (1934–2017)
- Maria Isabel Barreno (1939–2016)
- Lima Barreto (1881–1922)
- Al Berto (1948–1997)
- Agustina Bessa-Luís (1922–2019)
- Olavo Bilac (1865–1918)
- Augusto Boal (1931–2009)
- António Botto (1897–1959)
- Camilo Castelo Branco (1825–1890)
- Raul Brandão (1867–1930)
- Chico Buarque (* 1944)

## C
- Afonso Reis Cabral (* 1990)
- Luís de Camões (1524–1580)
- Dulce Maria Cardoso (* 1964)
- Lúcio Cardoso (1912–1968)
- Mário de Carvalho (* 1944)
- Marcelo Cassaro (* 1970)
- Carlos Castro (1945–2011)
- Eduarda Chiote (* 1930)
- Luísa Coelho (* 1954)
- Paulo Coelho (* 1947)
- João Ricardo Cordeiro (1836–1881)
- Luciano Cordeiro (1844–1900)
- Hélia Correia (* 1949)
- João da Silva Correia (1896–1973)
- João Paulo Cuenca (* 1978)

## D
- Haroldo Daltro (1902–1948)
- Antônio Gonçalves Dias (1823–1864)
- Alberto Dines (1932–2018)
- Júlio Dinis (1839–1871)
- Mário Dionísio de Assis Monteiro (1916–1993)
- José Riço Direitinho (* 1965)
- Autran Dourado (* 1926)
- Afonso Duarte (1884–1958)

## F
- Daniel Faria (1971–1999)
- Rosa Lobato Faria (1932–2010)
- António Mega Ferreira (1949–2022)
- David Mourão-Ferreira (1927–1996)
- José Maria Ferreira de Castro (1898–1974)
- Vergílio Ferreira (1916–1996)
- Roberto Freire (1927–2008)
- José Valentim Fialho de Almeida (1857–1911)

## G
- Almeida Garrett (1799–1854)
- Zélia Gattai (1916–2008)
- Vasco Graça Moura (1942–2014)
- Ferreira Gullar (1930–2016)

## H
- Herberto Helder (1930–2015)
- Alexandre Herculano (1810–1877)

## I
- Lêdo Ivo (1924–2012)

## J
- Lídia Jorge (* 1946)

## K
- Rui Knopfli (1932–1997)

## L
- Alberto de Lacerda (1928–2007)
- Michel Laub (* 1973)
- Mário-Henrique Leiria (1923–1980)
- Paulo Lins (* 1958)
- Clarice Lispector (1920–1977)
- Monteiro Lobato (1882–1948)
- Eduardo Lourenço (1923–2020)

## M
- António de Macedo (1931–2017)
- Valter Hugo Mãe (* 1971)
- Diogo Mainardi (* 1962)
- Isabel Mateus (* 1969)
- José Osvaldo de Meira Penna (1917–2017)
- Cecília Meireles (1901–1964)
- João de Melo (* 1949)
- Manuel Mendes (1906–1969)
- Pedro Rosa Mendes (* 1968)
- Adolfo Casais Monteiro (1908–1972)
- Domingos Monteiro (1903–1980)
- Yara Monteiro (* 1979)
- Wenceslau de Moraes (1854–1929)
- Júlio Moreira (1929–2024)

## N
- Fernando Namora (1919–1989)
- João Cabral de Melo Neto (1920–1999)
- António Pereira Nobre (1867–1900)

## O
- Maria O’Neill (1873–1932)

## P
- Teixeira de Pascoaes (1877–1952)
- Inês Pedrosa (* 1962)
- Fernando Pessoa (1888–1935)
- Fernão Mendes Pinto (1509–1580)
- Ricardo Pinto (* 1961)
- José Cardoso Pires (1925–1998)

## Q
- José Maria Eça de Queiroz (1845–1900)
- Antero de Quental (1842–1891)

## R
- José Régio (1901–1969)
- Aquilino Ribeiro (1885–1963)
- Bernardim Ribeiro (1482–1552)
- João Ubaldo Ribeiro (1941–2014)
- Luís Miguel Rocha (1976–2015)
- António Ramos Rosa (1924–2013)
- João Guimarães Rosa (1908–1967)
- Luiz Ruffato (* 1961)
- Gabriela Ruivo Trindade (* 1970)

## S
- Mário de Sá-Carneiro (1890–1916)
- José Rodrigues dos Santos (* 1964)
- José Saramago (1922–2010)
- Manuel de Seabra (1932–2017)
- Jorge de Sena (1919–1978)
- Fernanda Seno (1942–1996)
- Ana Cristina Silva (* 1964)
- António José da Silva (1705–1739)
- João da Cruz e Souza (1861–1898)

## T
- Pedro Tamen (1934–2021)
- Gonçalo M. Tavares (* 1970)
- Urbano Tavares Rodrigues (1923–2013)
- Lygia Fagundes Telles (1918–2022)
- Manuel Tiago (1913–2005)
- Miguel Torga (1907–1995)
- Cristina Torrão (* 1965)

## V
- Cesário Verde (1855–1886)
- Érico Veríssimo (1905–1975)
- Luis Fernando Veríssimo (* 1936)
- Gil Vicente (1465–1536?)
- Francisco José Viegas (* 1962)
- Fernando Vilela (* 1973)

## W
- Eduardo White (1963–2014)